# Чарныш, Осип
Осип Чарныш — русский писатель

 и переводчик.

## Биография
Об его детстве информации практически не сохранилось, да и прочие биографические сведения о нём очень скудны и отрывочны; известно лишь, что Осип Чарныш воспитывался в 1787—89 годах в Московском вольном благородном пансионе, учрежденном в 1779 году при Императорском Московском университете. 
К этому времени относятся его сочинения: 1) «О христианской любви и терпении», напечатанное в 1787 году в сборнике питомцев благородного пансиона, носящем название: «Распускающейся цветок»; 2) «Норстон и Сусанна, или Коловратность рока», перевод и 3) «Два возраста», перевод; последние два перевода напечатаны тоже в сборнике питомцев благородного пансиона в 1789 году под названием «Полезного упражнения юношества». 
Отдельно издан О. Чарнышем перевод с французского: «Географическое описание Азии, с присовокуплением в главных местах оные политической и естественной истории. Г. аббата де ла Кроа» (Москва, 1789 год).